# Michael Johann Herbst

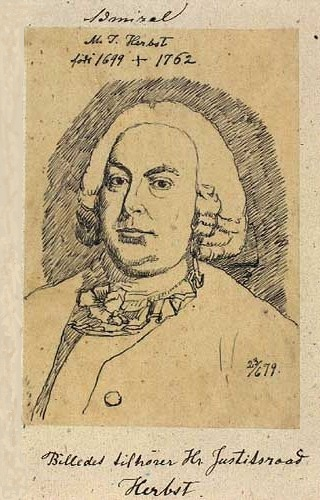
Michael Johann Herbst

Michael Johann Herbst (* 3. Juni 1699 in Rendsburg; † 22. Oktober 1762 in Kopenhagen) war ein dänischer Schoutbynacht.

## Leben und Wirken
Michael Johann Herbst war ein Sohn von Adolf Tobias Herbst und dessen namentlich nicht bekannter Frau. Sein Vater diente als Hauptmann (Kapitän) im Befestigungswesen. Er selbst trat als 1716 Kadett in die Armee ein und nahm 1719 unter der Leitung von Peter Wessel Tordenskiold an der Eroberung von Marstrand teil. Nach dem Frieden von Frederiksborg wechselte er zur Handelsflotte, mit der er West- und Ostindien und China bereiste. Von 1730 bis 1732 arbeitete er als Steuermann für die Asiatische Kompanie.
1735 arbeitete Herbst als Assistent des Navigationsdirektors Lorentz Lous. Im Folgejahr wechselte er als Vize-Equipagemeister zur Kriegswerft Gammelholm in Kopenhagen. Im Dezember 1736 besuchte er Stettin und Danzig und erwarb dort Holz. 1739 trat er in die Konstruktionskommission ein, 1741 wurde er zum Equipagemeister, 1743 zum Kommandeur des Kriegsschiffes „Christianus Sextus“ ernannt. Bei dem Schiff handelte es sich um das Flaggschiff der Flotte von Friedrich Danneskiold-Samsøe. 1748 wurden ihm auch die Aufgaben des Hafenmeisters von Kopenhagen übertragen, der auch der Hafenkommission angehörte.
1751 wurde Herbst zum Leiter der Kriegswerft im norwegischen Fredriksvern berufen und erhielt wichtige Aufgaben übertragen. Seit den 1740er Jahren existierten Überlegungen, eine Werft in Stavern zu eröffnen. Friedrich V. unterschrieb diese Pläne am 29. Januar 1750. Zwei Monate nach Herbsts Ankunft in Fredriksvern starb der seinerzeit verantwortliche Kommandant H. R. Schumacher. Herbst übernahm dessen Posten und hatte ab 1751 die Bauleitung der Werft inne. Dabei kooperierte er mit dem Festungsingenieur Joachim Vagel, der den Bau ab 1748 mitgeplant hatte.
Das Projekt in Stavern stellte die erste norwegisch-dänische Werft dar. Sie sollte mit vorgesehenen anderen Anlagen, so einem Wohnkomplex, möglichst schnell und kostengünstig entstehen. Die Bauwerke umfassten auch eine Kirche für rund 500 Person. Es handelte sich um die erste Rokokokirche Norwegens und stellte Herbsts letztes realisiertes Bauvorhaben in Fredriksvern dar.
Im Juni 1756 übernahm Herbst die Leitung der Kriegswerft Holmen in Kopenhagen. Außerdem wurde er zum Admiralitätsdeputierten und Mitglied der Hafenkommission ernannt, wurde als solcher aber erst Ende 1756 tätig. Ab 1757 arbeitete er als Kommandeur, ab 1760 als Schoutbynacht.
Herbst wurde in der Kopenhagener Holmenskirche beigesetzt. Sein Grabstein befindet sich im östlichen Seitenschiff der Kirche.

## Familie
Herbst heiratete am 4. Januar 1737 in erster Ehe in der Kopenhagener Holmenskirche Engelcke Martha Liebe (* 1715; † 18. Februar 1747). Sie war eine Stieftochter des Kommandeurkapitäns P. K. Carlsen. In zweiter Ehe heiratete er am 29. Mai 1748 Anna Cathrine Thomsen (* 1706; † 28. Februar 1769). Sie war die Witwe des Kapitäns Rolluf Olsen Kierulf, der in der Asiatischen Kompanie gedient hatte.
Herbst hatte den Sohn Adolph Tobias (1746–1825). Er arbeitete als Seeoffizier und Vizeadmiral und wurde 1820 in den Adelsstand erhoben.